# Менандър I
Менандър (на гръцки: Μένανδρος) Сотер („Спасител“) е първи владетел и основател на Индо-гръцкото царство, което се отделя от Гръко-бактрийското царство на Евкратид I. Управлява в периода ок. 165 – 130 пр.н.е. Той е най-забележителният владетел на Индо-Гръцката държава и е възхваляван в индийските писмени източници за своята мъдрост и успехи.

## Управление
Менандър е генерал на Деметрий I и негов наместник в Индия при похода му там. След като Евкратид I узурпира властта в Бактрия, побеждавайки и отстранявайки владетелите от Евтидемовата династия, Менандър обявява своята независимост като владетел на териториите по р. Инд, а по-късно управлението му се разпростира в Таксасила, Паропамисада и Арахозия (дн. Пакистан, Афганистан и Северозападна Индия). Води продължителни конфликти и защитава царството си от опитите на Евкратид I да наложи своята власт.
През управлението си Менандър разширява царството на изток по поречието на р. Ганг и присъединява областта Синд. Възползва се от упадъка на Гръко-Бактрия при наследниците на Евкратид I и предприема настъпление на север.
Основаното от Менандър царство просъществувало повече от век. Царете (василевси) поддържали властта си над местното население посредством олигархия от гръко-македонски и балкански произход, наричани от индийците с името „йонака“ (т.е. йонийци, синоним на елини). Армията, която била съставена както от местни, така и от гръцки преселници, включвала Македонска фаланга, хетайри, бойни слонове и обсадни машини.
Индо-гръцката култура представлявала уникално съчетание от традициите на далечни култури и религии. Самият Менадър бил последовател и покровител на будизма, който получил широко разпространение в държавата му. Наред с храмовете на гръцките божества, царят издига будистки ступа и изобразява елински и будистки символи върху монетите си. Преминаването на Менандър към будизма е описано в индийския текст Милинда Панха („Въпросите на Милинда“). След смъртта си Менандър бил признат за Архат и прахът му бил почитан като реликва.